# Los amores de la Inés
Los amores de la Inés es una zarzuela compuesta por Manuel de Falla entre 1901 y 1902. Se estrenó el 12 de abril de 1902 en el Teatro Cómico de Madrid y tuvo veinte actuaciones, realizadas por la compañía de Loreto Prado y Enrique Chicote. Es la única de sus zarzuelas que se representó. El autor del libreto es Emilio Dugi. En ella intervienen ocho personajes y un coro e incluye una seguidilla y un interludio musical. La trama se desarrolla en Madrid, en una casa regentada por Lucas.

## Argumento
El libreto de la zarzuela es obra de Emilio Dugi. La historia que cuenta la zarzuela se desarrolla en Madrid, en una casa regentada por Lucas, que celebra una fiesta. En la segunda parte, Inés y Juan, y Fatigas y Felipe, se casan.

## Estructura y partitura
La obra consta de un acto y dos cuadros:
1. Preludio
2. Canción y coro (Seguidillas de la corrida)
3. Carceleras (Juan y coro)
4. Dúo (Inés y Juan)
5. Intermedio
6. Couplé de Lucas

La zarzuela está orquestada para dos flautas (flautín), oboe, dos clarinetes, fagot, dos trompas, dos cornetines, tres trombones, timbales, percusión y sección de cuerdas.

## Personajes
Los ocho personajes y el coro que aparecen en la obra son: Inés, Felipa, La Blasa, Juan, Señor Lucas, Fatigas, Moreno, Rata Sabia, Araña, Pesqui y Mozo. Tras su estreno el 12 de abril de 1902 en el Teatro Cómico de Madrid se realizaron veinte actuaciones, a cargo de la compañía de Loreto Prado y Enrique Chicote.

## Crítica
Las críticas fueron, en general, favorables para la música pero no así para el libreto, cuya temática se consideró llena de estereotipos, centrada en las desavenencias sentimentales de dos parejas.  El crítico de La Correspondencia de España afirmó «en su primera obra de teatro del compositor, el señor Falla, revela un excepcional talento para la composición y hay razones para pensar que estas alegres facultades tendrán un importante desarrollo en las obras venideras». Otro crítico de La Época escribió «En Los amores de la Inés los personajes tipo están estudiados, hay versos inspirados y situaciones cómicas que merecieron los aplausos de la concurrencia y chistes muy ingeniosos. El segundo cuadro divirtió mucho al público, que llamó al proscenio al señor Dugi en una escena ... de mucha gracia. La música del maestro Faya [sic] fue aplaudida».